# Gueorgui Languemak
Gueorgui Érijovich Languemak (en ruso, Георгий Эрихович Лангемак) (8 de julio [20 de juliojul] de 1898 – 11 de enero de 1938) fue un diseñador de cohetes soviético de origen suizo-alemán. Intervino en el desarrollo de los cohetes de artillería Katyusha.

## Semblanza
Languemak nació en Starobilsk, una ciudad de la provincia de Járkov perteneciente al Imperio Ruso. Su padre, Erich Languemak, era alemán de nacimiento y se había graduado en la Universidad de Berlín, llegando a ser consejero de Estado y a ser galardonado con la Orden de Estanislao. Murió en 1905. La madre, María Languemak, era suiza de nacimiento, tomó la ciudadanía rusa y trabajó en el Ministerio de Educación. Fue bautizado según el rito ortodoxo, aunque sus padres eran ambos luteranos. Languemak dominaba las lenguas francesa y alemana desde su infancia.
En agosto de 1908, comenzó sus estudios en Elisabetgrado, donde se graduó con honores en 1916. Decidido a estudiar filología japonesa, ingresó en la Facultad de la Universidad de Petrogrado ese mismo año, ciudad en la que comenzó a residir.
Durante la Primera Guerra Mundial fue reclutado en octubre de 1916, solicitando su admisión como suboficial en la Escuela del Ministerio de Marina. Fue destinado a la Flota del Báltico con base en la Fortaleza de Pedro el Grande, y ascendió a oficial en 1917. No participó en los acontecimientos de la Revolución de Octubre porque por entonces estaba fuera de San Petersburgo, en la academia de artillería de Revel. Posteriormente sirvió en la Guardia Costera, en la batería de la isla de Russar en Finlandia, que fue capturada por los alemanes. Sin embargo, fue liberado poco después debido a la firma de la paz de Brest. En marzo de 1918, fue desmovilizado y volvió a Elisabetgrado.
Reinició sus estudios en la Universidad de Novorossiysk, matriculándose en el primer curso de Historia y Filología clásicas en agosto de 1918. Sin embargo, fue movilizado de nuevo en junio de 1919. El Ejército Rojo lo reclamó como experto militar en su condición de oficial de la flota, siendo nombrado comandante de la batería de la fortaleza de Kronstadt y posteriormente del fuerte "Totleben".
Miembro del PCUS (b) desde febrero de 1920, fue profesor de alfabetización a través del programa educativo en los fuertes "Totleben" y "Reef".

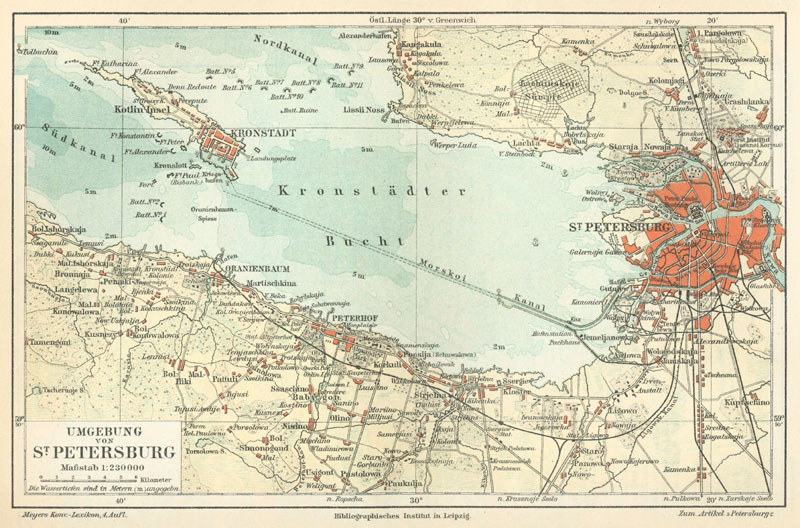
Situación de la isla de Kronstadt y de Petrogrado en el golfo de Finlandia, mapa de 1888.

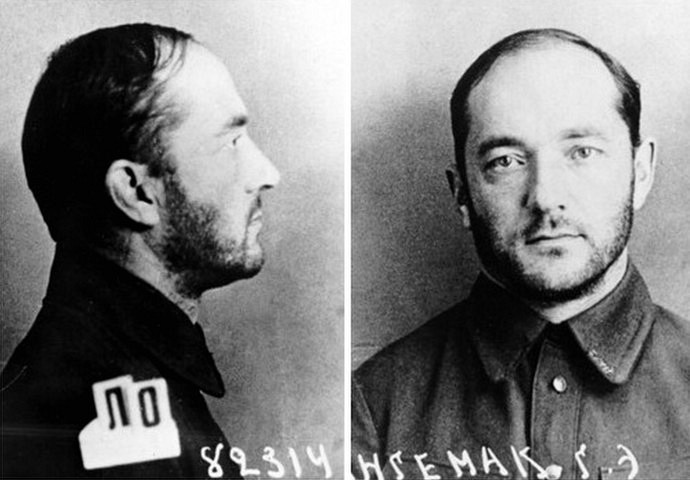
Languemak tras su detención en 1937.

En el momento del levantamiento de Kronstadt (liderado por comunistas desencantados contra Lenin), Languemak, leal al gobierno, fue uno de los bolcheviques detenidos y se le condenó a muerte. Permaneció encarcelado por los rebeldes del 2 de marzo al 18 de abril de 1921, y solo fue liberado después de ser sofocado el levantamiento.
En junio de 1921 fue nombrado comandante de la 2ª División de Artillería, y en enero de 1922 Asistente en Jefe de la Artillería de la Fortaleza de Kronstadt.
En 1922 fue expulsado del PCUS (b) debido a su boda religiosa con Elena Kamneva. La hija de ambos, Maya Belyanina, se dedicaría posteriormente a la rehabilitación del nombre de su padre.
A principios de 1928, Languemak comenzó a trabajar en el Laboratorio de Dinámica de Gases junto con otros notables científicos soviéticos en el campo de los cohetes, desarrollando proyectiles propulsados a reacción mediante pólvora sin humo. Este grupo de trabajo fue posteriormente fusionado con otra organización también dedicada al desarrollo de los cohetes, convirtiéndose en el Instituto de Investigación de la Propulsión a Chorro, del que Languemak se convirtió en subdirector. En 1936 este grupo completó las especificaciones técnicas para un cohete-planeador.
Hacia 1937, durante la Gran Purga, fue despedido de su puesto de trabajo y arrestado por el gobierno soviético, junto con el director del Instituto Iván Kleimionov y el diseñador de motores Valentín Glushkó, acusados con cargos falsos. Tanto Languemak como Kleimionov fueron torturados, sentenciados a la pena de muerte en una prueba simulada, y finalmente ejecutados.
Fue completamente rehabilitado en 1955.

## Logros
- Es principalmente recordado por ser el codiseñador y director del desarrollo de los misiles de artillería utilizados con gran éxito en los lanzacohetes Katyusha durante la Segunda Guerra Mundial.

## Eponimia
- El cráter lunar Langemak lleva este nombre en su memoria.[7]